# Craven, New South Wales
Craven är en ort i Australien. Den ligger i kommunen Gloucester Shire och delstaten New South Wales, i den sydöstra delen av landet, omkring 200 kilometer norr om delstatshuvudstaden Sydney. Orten hade 115 invånare år 2016.
Närmaste större samhälle är Gloucester, omkring 16 kilometer norr om Craven.